# Antonij (Sewrjuk)

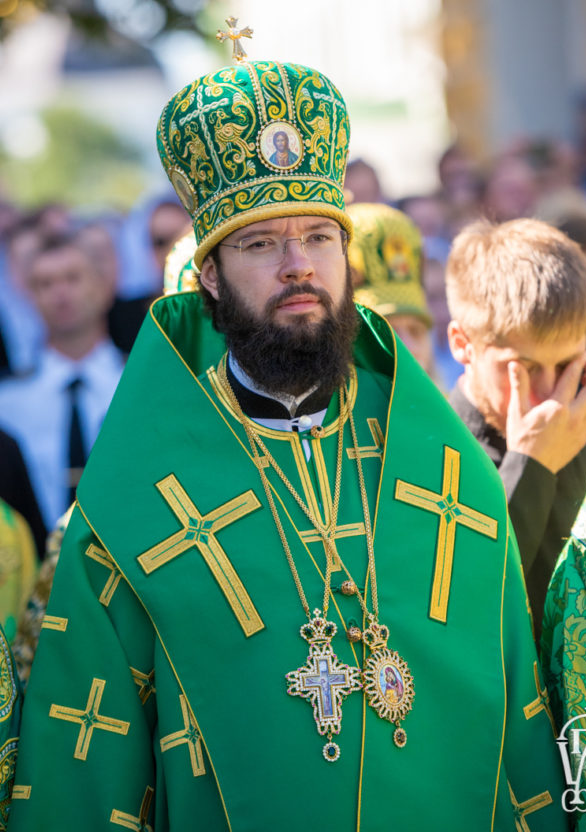
Antonij (Sewrjuk) in Kiew (2019)

Metropolit Antonij (Митрополит Антоний, bürgerlich Антон Юрьевич Севрюк Anton Jurjewitsch Sewrjuk; geboren am 12. Oktober 1984 in Twer) ist ein Bischof der Russisch-Orthodoxen Kirche. Von 2019 bis 2022 amtierte er als Metropolit der Diözese von Korsun (Chersones) und Westeuropa sowie in Personalunion als Primat des Patriarchalen Exarchats in Westeuropa. Seit Juni 2022 ist er Leiter des Außenamtes seiner Kirche.
Sewrjuk stammt aus Twer und besuchte dort ab 1995 das Lyzeum. Er studierte an der Geistlichen Akademie Sankt Petersburg (2002–2007, Promotion 2010).
Am 5. März 2009 wurde er zum Mönch tonsiert, als Namensheiligen wählte er (in Übereinstimmung mit seinem bürgerlichen Vornamen) den Märtyrer Anton von Valaam († 1578). Ab 2011 leitete er Gemeinden in Italien, ab 12. Juni im Range eines Archimandriten und als Sekretär der Gemeinden des Moskauer Patriarchats in Italien.
2013 wurde er zum Priestermönch geweiht, 2015 wurde ihm der Bischofsmantel verliehen, zu diesem Zeitpunkt wählte er als Namensheiligen Antonius von Rom, Gründer des Antoniusklosters in Nowgorod.
Am 22. Oktober 2015 wurde er als Bischof des Vikariats von Bogorodsk eingesetzt, einer 2007 neu gegründeten Diözese für die russischen Gemeinden in Italien.
Am 11. September 2017 wurde er interimistisch als Verwalter der Berliner Diözese eingesetzt, am 28. Dezember 2017 als Verwalter der Eparchie für Wien und Österreich. Am 1. Februar 2018 wurde er in den Rang eines Erzbischofs erhoben. Am 30./31. Mai 2019 wurde er als Metropolit von Korsun und Westeuropa eingesetzt, während sein Vorgänger in dieser Funktion, Ioann (Roschtschin), die Eparchie für Wien und Österreich übernahm.
Anfang Juni 2022 wurde Antonij zum Leiter des Außenamtes des Moskauer Patriarchats ernannt, als Nachfolger des wieder zum Metropoliten der Diözese Budapest-Ungarn degradierten Hilarion Alfejew. Als Metropolit von Korsun und Westeuropa wurde interimistisch der Erzbischof von Spanien und Portugal, Nestor (Sirotenko), eingesetzt.